# 横田知加子
横田 知加子（よこた ちかこ）は、日本の音響監督。元グロービジョン制作営業部制作営業2課所属。

## 参加作品
※特筆のないものは、全て音響監督としての参加。

### テレビアニメ
2010年
- 侵略!イカ娘 （音響監督助手）

2011年
- いつか天魔の黒ウサギ（音響監督助手）
- 侵略!?イカ娘（音響監督助手）
- DOG DAYS（音響監督助手） ※郷文裕貴と共同

2012年
- ぎんぎつね（音響監督助手）
- これはゾンビですか? OF THE DEAD（音響監督助手）
- DOG DAYS'（音響監督助手）※郷文裕貴と共同
- マケン姫っ! （音響監督助手）

2013年
- 鉄人28号ガオ!
- よんでますよ、アザゼルさん。Z（音響監督助手）
- RDG レッドデータガール（音響監督助手）※原口昇と共同

2014年
- PSYCHO-PASS サイコパス 2（音響監督助手）
- 風雲維新ダイ☆ショーグン（音響監督助手）
- DOG DAYS" ※亀山俊樹と共同
- LOVE STAGE!!

2015年
- 艦隊これくしょん -艦これ-（音響監督助手）
- K RETURN OF KINGS

2016年
- アイドルメモリーズ
- ViVid Strike!
- 文豪ストレイドッグス（音響監督助手）
- ぼのぼの

2017年
- 戦刻ナイトブラッド
- 僕の彼女がマジメ過ぎるしょびっちな件

2018年
- バジリスク 〜桜花忍法帖〜

2019年
- バミューダトライアングル 〜カラフル・パストラーレ〜
- 七つの大罪 神々の逆鱗

2023年
- とーとつにエジプト神2
- 魔都精兵のスレイブ[2]

### OVA
2012年
- わんおふ -one off-（音響監督助手）

### 劇場アニメ
2015年
- 劇場版 PSYCHO-PASS サイコパス（音響監督助手）

2016年
- 佐賀県を巡るアニメーション 
  - 冬の誓い 夏の祭り 武雄の大楠
  - 約束の器 有田の初恋

### Webアニメ
- とーとつにエジプト神（2020年）
- グッド・ナイト・ワールド（2023年）[3]
- じゃんたま カン!!（2024年）[4]

### 吹き替え
- アサシネーション・ネーション
- 浮き草たち
- 美しい湖の底
- オハナ
- AIR/エアー
- デスペラードス ～崖っぷち女子旅～
- 父さんはオジロジカ・ハンター
- バリー
- ハンガーフォード
- 羊飼いと屠殺者
- ブラフマン・ナーマン ～性春のファイナルアンサー～
- ノーム・アローン
- iBOY
- キングのメッセージ
- 獣の棲む家
- マザー・テレサからの手紙
- マジック・イン・ムーンライト
- モーリス ※ムービープラス版
- しあわせの灯る場所
- ルーム
- スパイ・レジェンド
- 祈りのちから
- それでも、やっぱりパパが好き!
- ゾンビーズ
  - ゾンビーズ2
- セックス・エデュケーション
- プリンセス・マヤと3人の戦士たち
- 卓球少女 -閃光のかなたへ-